# Джексон, Тони (баскетболист, 1942)
Энтони Б. «Тони» Джексон (англ. Anthony B. "Tony" Jackson; 7 ноября 1942, Бруклин, Нью-Йорк, США — 28 октября 2005, Бруклин, Нью-Йорк, США) — американский профессиональный баскетболист, который играл в Американской баскетбольной ассоциации, отыграв два из девяти сезонов её существования.

## Ранние годы
Тони Джексон родился 7 ноября 1942 года в Бруклине, самом густонаселённом боро Нью-Йорка, там же он посещал среднюю школу имени Томаса Джефферсона, в которой играл за местную баскетбольную команду.